# Дваравати
О столице ядавов в Махабхарате см. статью Дварака.
Дваравати (тайск. อาณาจักรทวารวดี) — буддийское государство монов, существовавшее в IV—XI веках на территории современного Таиланда. Название государства, которое может быть переведено как «многовратная»,  происходит от найденных монет, на которых на санскрите было написано «śrī dvāravatī» («Шри с многими воротами»).
В отличие от своих соседей (индуистского государства кхмеров (Ченла) и Шривиджайи, где господствовали сложный культ девараджи («бога-царя»)), господствующей религией здесь был буддизм, правда, с архаическим субстратом.
Первоначально государство возникло в начале нашей эры на западном берегу Менама. Первой столицей, предположительно, был Утхонг. Возвышение Бапнома привело к завоеванию последней бассейна менама. После распада Бапнома в VI в. Дваравати не только обрело независимость, но и расширило свою территорию на восточный берег Менама. Позднее были завоёваны территории в центральной части Малаккского полуострова. Около 675 года н. э. началось строительство новой столицы Накхонпатхома, в то время бывшего приморским городом.
Государство было децентрализованным, отсутствовали единая оросительная система, общая казна и хранилище риса, государственный контроль над землёй. Столице (пура) Накхонпатхом подчинялись автономные города и их правители (дева и деви). Она имела собственное имущество, была центром культа.
Население государства возрастало за счёт пришлых, которые не становились равноправными земледельческому населению общин, а составляли особый зависимый слой. Имелись также рабы. Царский род и знать имели ряд привилегий (на ношение золотых украшений, одежды из шёлка, конного выезда, использования слонов).
На местном уровне сохранялись свои органы власти, в том числе судебное собрание. В столице же царю помогали советники, имелся штат писцов.
Во второй половине VIII века начался упадок Дваравати. Под давлением индонезийской империи Шривиджая были утрачены владения на Малакском полуострове. Столица была перенесена подальше от моря в Лавапуру (современный Лопбури). Саму страну всё чаще по названию новой столицы называли Лаво, или Раманнадеса.
Страна увязла в длительных и бесперспективных войнах с северным соседом Харипунчаей. Около 1000 года наступила развязка. Во время очередной войны оставшуюся без защиты столицу Дваравати захватил Суджитта, правитель Тамбралинги, государства на Малаккском полуострове. Через два года сын Суджитты Сурьяварман был провозглашён царём Камбоджи. Дваравати вошло в состав кхмерской империи Камбуджадеша.
В XII веке монам дважды удалось воспользоваться временным ослаблением Камбоджи и восстановить свою независимость. Но оба раза через непродолжительное время царям Камбоджи удавалось опять подчинить монов своей власти. В XIII веке правитель тайского государства Сукхотхай Рама Камхенг восстановил государство монов Лаво на левом берегу Менама, в качестве вассала Сукхотхай. Но в 1299 году оно было упразднено. История монской государственности на территории Таиланда закончилась. Сами моны были полностью ассимилированы тайцами.